# 新星乡 (蓬溪县)
新星乡，是中华人民共和国四川省遂宁市蓬溪县曾经下辖的一个乡。2019年9月，撤销新星乡和罗戈乡，将其所属行政区域划归文井镇管辖。

## 行政区划
新星乡撤销前下辖以下地区：
新星社区、壁山村、雷堂村、分水岭村、元觉庵村、仙灵山村、金台山村、五柏树村、铧厂村、青龙嘴村和北南观村。